# Săcele
Săcele (węg. Négyfalu) – miasto w środkowej Rumunii, w okręgu Braszów, w Kotlinie Braszowskiej. W 2011 roku liczyło ok. 30,8 tys. mieszkańców.
W mieście rozwinął się przemysł maszynowy, spożywczy oraz drzewny.

## Zróżnicowanie demograficzne
| Narodowość  | Liczba (2011) |
| ----------- | ------------- |
| Rumuni      | 20 218        |
| Węgrzy      | 6210          |
| Romowie     | 328           |
| Niemcy      | 67            |
| Włosi       | 3             |
| Czangowie   | 3             |
| Inni        | 14            |
| Brak danych | 3944          |

## Miasta partnerskie
- Vire, Francja
- Kisújszállás, Węgry